# 派恩莊園 (佛羅里達州)
派恩莊園（英語：Pine Manor）是位於美國佛羅里達州李縣的一個人口普查指定地區。

## 地理
派恩莊園的座標為26°34′19″N 81°52′40″W / 26.57194°N 81.87778°W，而該地最高點為海拔高度3米（即10英尺）。

## 人口
根據2010年美國人口普查的數據，派恩莊園的面積為1.10平方千米，當中陸地面積為1.10平方千米，而水域面積為0.00平方千米。當地共有人口3785人，而人口密度為每平方千米3,440人。